# Providencia, Sombrerete
Providencia är en ort i Mexiko.   Den ligger i kommunen Sombrerete och delstaten Zacatecas, i den centrala delen av landet, 700 km nordväst om huvudstaden Mexico City. Providencia ligger 2 415 meter över havet och antalet invånare är 117.
Terrängen runt Providencia är kuperad åt sydväst, men åt nordost är den platt. Runt Providencia är det glesbefolkat, med 16 invånare per kvadratkilometer. Närmaste större samhälle är Sombrerete, 13,0 km sydost om Providencia. Trakten runt Providencia består i huvudsak av gräsmarker.